# مهرجان كان السينمائي
مهرجان كان السينمائي (بالفرنسية: Festival de Cannes), هو أحد أهم المهرجانات السينمائية عبر العالم. يرجع تأسيسه إلى سنة 1946. وهو يقام كل عام عادة في شهر مايو، في مدينة كان في جنوب فرنسا. يوزع المهرجان عدة جوائز أهمها جائزة السعفة الذهبية لأفضل فيلم. مركز إقامته قصر المهرجانات في شارع لاكروازييت الشهير على سواحل خليج كان اللازوردية.
يعدّ مهرجان كان السينمائي أحد المهرجانات السينمائية الأوروبية الثلاثة الكبرى، المعروفة باسم "الثلاثة الكبرى"، مع مهرجان البندقية السينمائي في إيطاليا ومهرجان برلين السينمائي الدولي في ألمانيا، بالإضافة إلى كونه أحد المهرجانات السينمائية الدولية الخمسة الكبرى، أو "الخمسة الكبرى"، والتي تتكون من المهرجانات السينمائية الأوروبية الثلاثة الكبرى، بالإضافة إلى مهرجان تورونتو السينمائي الدولي في كندا ومهرجان صندانس السينمائي في الولايات المتحدة.

## تاريخ المهرجان

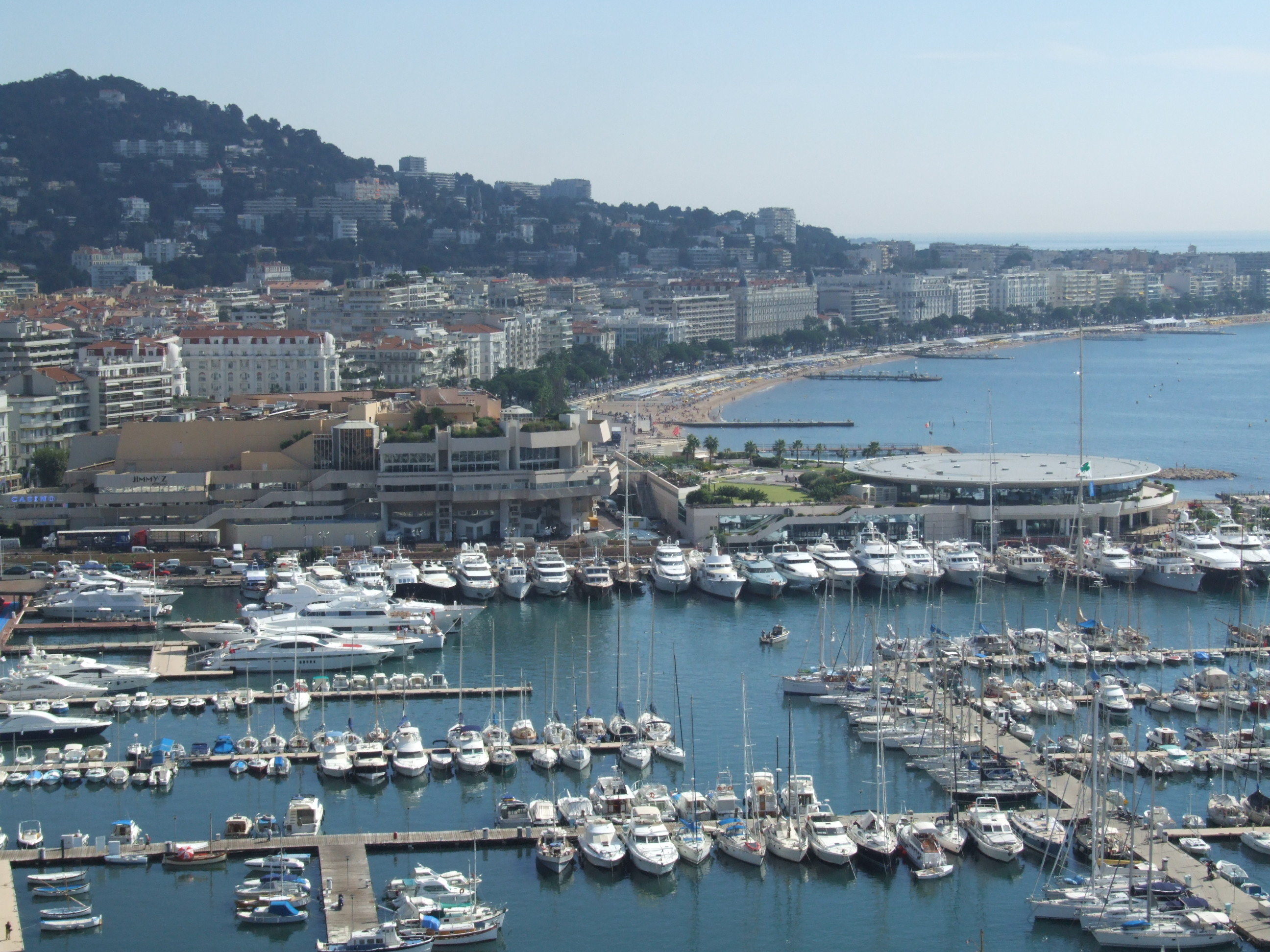
المكان الرسمي لمهرجان كان السينمائي في مدينة كان.

انطلقت الدورة الأولى من المهرجان في مدينة كان الفرنسية في اليوم الأول من شهر سبتمبر عام 1939. ولم يكد المهرجان يدخل يومه الثالث حتى نشبت معركة حربية بين فرنسا وبريطانيا من جهة وبين ألمانيا من جهة أخرى، ما أدى إلى تأجيل المهرجان وتعليقه إلى أجل غير مسمى؛ نظراً لظروف الحرب الدائرة.
تطورت المناوشات الحربية الدائرة بين فرنسا وألمانيا إلى احتلال ألماني لجزء من الأراضي الفرنسية؛ ما قضى على أي أمل قريب في أن يستكمل المهرجان بدايته المتواضعة التي لم تتجاوز من العمر يومين اثنين! وكما هو معلوم تطورت تلك الحرب واستمرت لتكون ما عرف فيما بعد بالحرب العالمية الثانية التي وضعت أوزارها نهاية العام 1945.
ولم يكن من المنطقي حينها أن تطرح فكرة إعادة تفعيل مهرجان سينمائي، لذا احتاج الأمر إلى سنة ليعود بعدها المهرجان للظهور من جديد في منتصف عام 1946، الذي يشكل الانطلاقة الحقيقية لمهرجان كان السينمائي.
لم يلبث المهرجان أن أعيد إطلاقه من جديد حتى توقف في دورة عام 1948، ثم توقف مرة أخرى في دورة عام 1950 وذلك لظروف تمويلية مادية، ومنذ انطلاقة المهرجان بعد ذلك لم يحدث أن توقف سوى دورة واحدة سنة 1968.

## حضور سينمائي كبير
يتميز مهرجان كان السينمائي بالحضور السينمائي الكبير والمتنوع الذي يرافقه، فلا يلتقي هذا الكم من السينمائيين من جميع أنحاء العالم في وقت واحد كما يحصل في مدينة كان خلال المهرجان.

كما أنه يتميز بالتجديد والقدرة على مواكبة الموجات الفنية الجديدة، بل ودعمها، وربما خلقها في رحم المهرجان وأروقة الدورات المقامة. 

كما يتميز المهرجان كذلك بتنوع جوائزه من عام لآخر مع استقرار الجوائز الأصلية للمهرجان، وهي:
- السعفة الذهبية: وتمنح هذه الجائزة لأفضل فيلم في الدورة على الإطلاق بحسب تقييم لجنة التحكيم.
- الجائزة الكبرى: لأفضل فيلم (تختلف عن السعفة في كونها تعبر عن رأي لجنة التحكيم الخاص، ولا تخضع بالضرورة للمعايير السينمائية العامة).
- جائزة لجنة التحكيم.
- جائزة أفضل إخراج.
- جائزة أفضل سيناريو.
- جائزة أفضل ممثل.
- جائزة أفضل ممثلة.
- جائزة أفضل فيلم قصير.
- جائزة لجنة التحكيم لأفضل فيلم قصير.

ما عدا ذلك من الجوائز، والتي تتجاوز في بعض الدورات العشرين جائزة، فهي إما تتبع للجان وجمعيات سينمائية مختصة تمنح جائزتها عبر المهرجان، أو تكون موسمية غير دورية بحيث يرافقها مناسبة سينمائية خاصة.

وتمر عملية فرز الأفلام المرشحة لهذه الجوائز عبر مرشحات فنية دقيقة، حيث يتزايد عدد الأفلام المقدمة للمهرجان سنويًّا عن ألفي فيلم بقليل. وتقوم لجان مشاهدة متخصصة بفرزها والوصول بها إلى اثنين وعشرين فيلماً متنافساً فقط، يشترط فيها أن تعرض في المهرجان عرضاً عالميًّا أولًا.

## فعاليات سينمائية كبيرة
ولا يقتصر دور مهرجان كان السينمائي على استضافة وعرض الأفلام المرشحة، بل يتجاوز ذلك بكثير من خلال إقامته لعديد من الفعاليات السينمائية المتزايدة كل عام، والتي تضمن عرض عدد كبير من الأفلام السينمائية من خلال تظاهرات عدة من أبرزها:
- أسبوع النقاد : وهو تظاهرة فنية تعنى باختيار أبرز أفلام السنة السينمائية من خلال جمعية نقاد معينة، وعرضها خلال فترة المهرجان لإتاحة الفرصة للمهتمين السينمائيين لمشاهدتها.
- نصف شهر المخرجين : وهي تظاهرة فنية تعنى باختيار أفلام سينمائية من قبل جمعية مخرجي سينمائيين.
- سوق الفيلم : وهي مجموعة من الصالات السينمائية التي تعنى بتسويق المنتجين والموزعين لأفلامهم من خلال دفع مبلغ مالي مقابل عرض الفيلم - بغض النظر عن مستواه الفني أو النقدي - خلال فترة عرض المهرجان اغتناماً لفرصة وجود عدد كبير من المهتمين السينمائيين العالميين.
- ركن الأفلام القصيرة : ويهتم هذا الركن بعرض الأفلام القصيرة من جميع أنحاء العالم، ويركز بشكل أساس على الأفلام التي تم استبعادها من اختيار لجان المشاهدة في مراحل التصفيات.
- سينما العالم : وهي تظاهرة سنوية تعنى باختيار نماذج مميزة من سينما إحدى الدول غير المشهورة سينمائيًّا، وعرض أفلامها لجمهور المهتمين السينمائيين.

يضاف إلى ما سبق ذكره من فعاليات وعروض سينمائية، كثير من الفعاليات السينمائية التي تصاحب المهرجان خلال فترة إقامته، ما يجعله وبجدارة العرس السينمائي الأبرز حول العالم، والذي ينتظره جمهور السينما بفارغ الصبر كل عام.

## نتائج السعفة الذهبية

### الجائزة الكبرى لمهرجان كان (1946-1954)
| العام                                                       | الفيلم                  | المخرج                        | جنسية المخرج (وقت صدور الفيلم) |
| ----------------------------------------------------------- | ----------------------- | ----------------------------- | ------------------------------ |
| 1939 لم تكتمل هذه الدورة الأولى بسبب الحرب العالمية الثانية | اتحاد المحيط الهادئ     | سيسيل بي دوميل                | الولايات المتحدة               |
| 1946                                                        | إريس وقلب الملازم       | الف سوبيرغ                    | السويد                         |
| 1946                                                        | نهاية الأسبوع المفقودة  | بيلي وايلدر                   | الولايات المتحدة               |
| 1946                                                        | الأرض ستصبح حمراء       | بوديل إبسن ولو لوريتزن جونيور | الدنمارك                       |
| 1946                                                        | المدينة المنخفضة        | شيتان أناند                   | الهند                          |
| 1946                                                        | لقاء مقتضب              | ديفيد لين                     | المملكة المتحدة                |
| 1946                                                        | ماريا كانديلاريا        | اميليو فرنانديز               | المكسيك                        |
| 1946                                                        | نقطة تحول               | فريدريك إرملر                 | الاتحاد السوفيتي               |
| 1946                                                        | السيمفونية الرعوية      | جان دولانوا                   | فرنسا                          |
| 1946                                                        | الفرصة الأخيرة          | ليوبولد ليندتبرغ              | النمسا                         |
| 1946                                                        | الرجال بدون أجنحة       | فرانتيساك كاب                 | تشيكوسلوفاكيا                  |
| 1946                                                        | روما، مدينة مفتوحة      | روبرتو روسيليني               | إيطاليا                        |
| 1947                                                        | حجبت الجائزة            | حجبت الجائزة                  | حجبت الجائزة                   |
| 1948                                                        | لم تعقد                 | لم تعقد                       | لم تعقد                        |
| 1949                                                        | الرجل الثالث            | كارول ريد                     | المملكة المتحدة                |
| 1950                                                        | لم تعقد                 | لم تعقد                       | لم تعقد                        |
| 1951                                                        | الآنسة جولي             | الف سوبيرغ                    | السويد                         |
| 1951                                                        | معجزة في ميلانو         | فيتوريو دي سيكا               | إيطاليا                        |
| 1952                                                        | أوثيلو                  | أورسن ويلز                    | الولايات المتحدة               |
| 1952                                                        | اثنين سنتا قيمتها الأمل | ريناتو كاستيلاني              | إيطاليا                        |
| 1953                                                        | أجر الخوف               | هنري جورج كلوزو               | فرنسا                          |
| 1954                                                        | بوابة الجحيم            | تينوسوك كينوغاسا              | اليابان                        |

### السعفة الذهبية (1955-الآن)
| العام | الفيلم                                    | المخرج                                   | جنسية المخرج (وقت صدور الفيلم) |
| ----- | ----------------------------------------- | ---------------------------------------- | ------------------------------ |
| 1955  | Marty                                     | ديلبرت مان                               | الولايات المتحدة               |
| 1956  | The Silent World                          | جاك إيف كوستو and لويس مال               | فرنسا                          |
| 1957  | إقناع ودي                                 | وليام يلر                                | الولايات المتحدة               |
| 1958  | طائر الكركي يحلق                          | ميخائيل كالاتوزوف                        | الاتحاد السوفيتي               |
| 1959  | أورفيوس الأسود                            | Marcel Camus                             | فرنسا                          |
| 1960  | لا دولشي فيتا (فيلم)                      | فدريكو فلليني                            | إيطاليا                        |
| 1961  | The Long Absence                          | هينري كولبي ‏                             | فرنسا                          |
| 1961  | Viridiana                                 | لويس بونويل                              | إسبانيا                        |
| 1962  | O Pagador de Promessas                    | أنسلمو دوارتي                            | البرازيل                       |
| 1963  | The Leopard ‏                              | لوتشينو فيسكونتي                         | إيطاليا                        |
| 1964  | مظلات شربورغ                              | جاك ديمي                                 | فرنسا                          |
| 1965  | The Knack …and How to Get It              | ريتشارد ليستير                           | الولايات المتحدة               |
| 1966  | رجل وامرأة                                | كلود ليلوش                               | فرنسا                          |
| 1966  | The Birds, the Bees and the Italians      | بيترو جيرمي                              | إيطاليا                        |
| 1967  | انفجار                                    | مايكل أنجلو أنطونيوني                    | إيطاليا                        |
| 1968  | ألغيت بسبب أحداث مايو،1968                | ألغيت بسبب أحداث مايو،1968               | ألغيت بسبب أحداث مايو،1968     |
| 1969  | if....                                    | ليندساي أندرسون                          | المملكة المتحدة                |
| 1970  | ماش (فيلم)                                | روبرت ألتمان                             | الولايات المتحدة               |
| 1971  | The Go-Between ‏                           | جوزيف لوزي                               | الولايات المتحدة               |
| 1972  | The Working Class Goes to Heaven          | إليو بيتري                               | إيطاليا                        |
| 1972  | The Mattei Affair                         | فرانشيسكو روسي                           | إيطاليا                        |
| 1973  | The Hireling                              | Alan Bridges                             | المملكة المتحدة                |
| 1973  | الفزاعة                                   | Jerry Schatzberg                         | الولايات المتحدة               |
| 1974  | المحادثة                                  | فرانسيس فورد كوبولا                      | الولايات المتحدة               |
| 1975  | وقائع سنين الجمر                          | محمد الأخضر حمينة                        | الجزائر                        |
| 1976  | سائق التاكسي                              | مارتن سكورسيزي                           | الولايات المتحدة               |
| 1977  | الأب والسيد                               | باولو تافياني and باولو وفيتوريو تافياني | إيطاليا                        |
| 1978  | شجرة القباقيب الخشبية                     | إرمانو أولمي                             | إيطاليا                        |
| 1979  | القيامة الآن                              | فرانسيس فورد كوبولا                      | الولايات المتحدة               |
| 1979  | طبل الصفيح (فيلم)                         | فولكر شلوندورف                           | ألمانيا الغربية                |
| 1980  | All That Jazz                             | بوب فوس                                  | الولايات المتحدة               |
| 1980  | كاجيموشا                                  | أكيرا كوروساوا                           | اليابان                        |
| 1981  | Man of Iron                               | أندريه فايدا                             | بولندا                         |
| 1982  | مفقود (فيلم)                              | كوستا غافراس                             | اليونان                        |
| 1982  | الطريق                                    | يلماز غوني وŞerif Gören                  | تركيا                          |
| 1983  | رحلة ناراياما                             | إيمامورا شوهيه                           | اليابان                        |
| 1984  | باريس، تكساس (فيلم)                       | فيم فيندرز                               | ألمانيا الغربية                |
| 1985  | عندما كان الأب بعيدًا في العمل             | أمير كوستوريتسا                          | يوغوسلافيا                     |
| 1986  | المهمة (فيلم)                             | رولاند جوفي                              | المملكة المتحدة                |
| 1987  | Under the Sun of Satan                    | موريس بيالا                              | فرنسا                          |
| 1988  | بيل الفاتح                                | بيل أوقست                                | الدنمارك                       |
| 1989  | جنس وأكاذيب وشريط فيديو                   | ستيفن سودربرغ                            | الولايات المتحدة               |
| 1990  | وايلد ات هارت (فيلم)                      | ديفيد لينش                               | الولايات المتحدة               |
| 1991  | بارتون فينك                               | الأخوان كوين and الأخوان كوين            | الولايات المتحدة               |
| 1992  | The Best Intentions                       | بيل أوقست                                | الدنمارك                       |
| 1993  | Farewell My Concubine ‏                    | كايج تشن                                 | الصين                          |
| 1993  | البيانو                                   | جين كامبيون                              | نيوزيلندا                      |
| 1994  | خيال رخيص                                 | كوينتن تارانتينو                         | الولايات المتحدة               |
| 1995  | تحت الأرض                                 | أمير كوستوريتسا                          | يوغوسلافيا                     |
| 1996  | Secrets & Lies                            | مايك لي                                  | المملكة المتحدة                |
| 1997  | طعم الكرز                                 | عباس كيارستمي                            | إيران                          |
| 1997  | الانقليس (فيلم)                           | إيمامورا شوهيه                           | اليابان                        |
| 1998  | الأبدية ويوم واحد                         | ثيودوروس انجيلوبولوس                     | اليونان                        |
| 1999  | روزيتا (فيلم)                             | جان بيار داردين ‏ and جان بيار داردين ‏    | بلجيكا                         |
| 2000  | راقصة في الظلام                           | لارس فون ترايير                          | الدنمارك                       |
| 2001  | The Son's Room                            | ناني موريتي                              | إيطاليا                        |
| 2002  | عازف البيانو                              | رومان بولانسكي                           | بولندا                         |
| 2003  | Elephant                                  | جوس فان سانت                             | الولايات المتحدة               |
| 2004  | Fahrenheit 9/11                           | مايكل مور                                | الولايات المتحدة               |
| 2005  | الطفل                                     | جان بيار داردين ‏ and جان بيار داردين ‏    | بلجيكا                         |
| 2006  | الريح التي تهز الشعير ‏                    | كين لوتش                                 | المملكة المتحدة                |
| 2007  | 4 أشهر, 3 أسابيع ويومان                   | كريستيان مونغيو                          | رومانيا                        |
| 2008  | بين الجدران                               | لورون كانتيه                             | فرنسا                          |
| 2009  | الشريط الأبيض                             | مايكل هاينيكي                            | النمسا                         |
| 2010  | العم بونمي الذي استطاع تذكر حياته السابقة | آبيشاتبونغ ويراسيثاكول                   | تايلاند                        |
| 2011  | شجرة الحياة                               | تيرنس ماليك                              | الولايات المتحدة               |
| 2012  | الحب                                      | مايكل هاينيكي                            | النمسا                         |
| 2013  | حياة أديل                                 | عبد اللطيف كشيش                          | فرنسا- تونس                    |
| 2014  | البيات الشتوي                             | نوري بيلج سيلان                          | تركيا                          |
| 2015  | ديبان                                     | جاك أوديار                               | فرنسا                          |
| 2016  | دانيل بلاك                                | كين لوتش                                 | المملكة المتحدة                |
| 2017  | المربع                                    | روبين أوستلوند                           | السويد                         |
| 2018  | مسألة عائلية                              | هيروكازو كوري إيدا                       | اليابان                        |
| 2019  | طفيلي                                     | بونغ جون هو                              | كوريا الجنوبية                 |

## الفائزون أكثر من مرة
سبعة مخرجين تحصلوا على جائزة السعفة الذهبية أكثر من مرة وهم:
- بيل أوغوست: بيل الفاتح (1988) وأفضل النوايا (1992).
- فرانسيس فورد كوبولا: المحادثة (1974) والقيامة الآن (1997).
- الإخوة دردان: روزيتا (1999) والطفل (2005).
- مايكل هاينيكي: الشريط الأبيض (2009) والحب (2012).
- إيمامورا شوهيه: أنشودة ناراياما (1983) والانقليس (1997).
- أمير كوستوريتسا: أبي في رحلة عمل (1985) وتحت الأرض (1995).
- الف سوبيرغ: إريس وقلب الملازم (1946) والآنسة جولي (1951).

## المشاركة السعودية

### الدورة 71
في مايو 2018، شاركت السعودية، لأول مرة، في مهرجان كان السينمائي بدورته 71. حيث شاركت بتقديم مجموعة من الأفلام القصيرة، وقدمت تسعة أفلام قصيرة. لاقت هذه المشاركة تفاعلًا وإعجابًا، حيث صرح المدير الفني لمهرجان كان السينمائي الدولي تيري فريمو "يسرني أن ألمس الالتزام القوي لدى المجلس السعودي للأفلام، بتطوير المواهب في مجال صناعة السينما، ومشاركة القصص والخبرات السعودية مع العالم".

### الدورة 74
في مايو 2021، قدمت السعودية مبادرات عديدة في مهرجان "كان" السينمائي، حيث أعلن مهرجان البحر الأحمر السينمائي الدولي، عن تلقيهم دعمًا ماليًّا، يُقدَّر بـ 4 ملايين دولار من هيئة الأفلام لدعم صانعي الأفلام العرب، كما أعلن مركز الملك عبد العزيز الثقافي العالمي "إثراء" عن إنتاج فيلمين جديدين "بحر الرمال" و"طريق الوادي"، بشراكة بين سينمائيين سعوديين وعرب.

### الدورة 75
في مايو 2022، قدمت السعودية جلسة بعنوان "واقع السينما العربية "، شارك فيها المنتج المصري محمد حفظي، والمنتج والمخرج السعودي أيمن خوجة، والمخرج التونسي لطفي ناثان، كما تم تقديم "فيلم العلا" الذي سلّط الضوء على إمكانات السعودية، بوصفها مركزًا عالميًّا لصناعة الأفلام. تم تقديم ثلاثة أفلام من هوليوود، تم تصويرها في السعودية، هي:
- قندهار وهو فيلم من إخراج ريك رومان، جرى تصويره في محافظة العلا، ومنطقة جدة التاريخية.
- محارب الصحراء وهو فيلم للمخرج لروبيرت ويات، جرى تصويره في مدينة نيوم.
- الكرز وهو فيلم من إخراج الأخوين روسو، جرى تصويره في العُلا والرياض.

### الدورة 76
في مايو2023، تم تقديم جلسات حوارية بعنوان "قطاع السينما في المملكة"، و"صور في السعودية"، و"الطاولة المستديرة". كما تم تقديم فيلم "جين دو باري" في المهرجان، شاركت السعودية في إنتاجه، بالمشاركة مع منتجين فرنسيين.

### الدورة 77
في مايو 2024، تم اختيار فيلم المخرج السعودي توفيق الزايدي "نورة" للعرض في مهرجان كان ضمن مسابقة "نظرة ما" وبهذا يصبح أول فيلم سعودي يتم اختياره في المسابقات الرسمية للمهرجان. أنتج الفيلم بدعم من هيئة الأفلام التابعة لوزارة الثقافة السعودية تحت برنامج "ضوء لدعم الأفلام"، ومهرجان البحر الأحمر السينمائي الدولي، بالإضافة إلى فيلم العُلا. حيث صّور الفيلم في قرية في العلا شمال غرب السعودية والذي تدور أحداثه في التسعينات الميلادية حول شخصين يجدان بعضهما ويكتشفان صوت الفن والإبداع بداخلهما.

## روابط خارجية
- الموقع الرسمي
- مهرجان كان السينمائي على موقع IMDb (الإنجليزية)
- مهرجان كان السينمائي على موقع الموسوعة البريطانية (الإنجليزية)